# Sarkad
Sarkad is een plaats (város) en gemeente in het Hongaarse comitaat Békés. Sarkad telt 10 985 inwoners (2001).

## Geboren in Sarkad
- Sándor Képíró (1914-2011),kapitein in het Hongaarse leger tijdens de Tweede Wereldoorlog